# Aleiodes apicalis
Aleiodes apicalis är en stekelart som först beskrevs av Gaspard Auguste Brullé 1832.  Aleiodes apicalis ingår i släktet Aleiodes och familjen bracksteklar. Inga underarter finns listade i Catalogue of Life.